# Bugatti Type 28
Pour les articles homonymes, voir Bugatti (homonymie) et 28.
La Bugatti Type 28 est un prototype de voiture de sport du constructeur automobile Bugatti, conçu par Ettore Bugatti, présenté au salon de l'automobile de Paris 1922, avec le premier moteur 8 cylindres en ligne de la marque.

## Historique
Ettore Bugatti conçoit un premier prototype de voiture 8 cylindres avec sa Bugatti Type 14 de 1912, avec 2 moteurs de 4 cylindres en tandem de Bugatti Type 13.

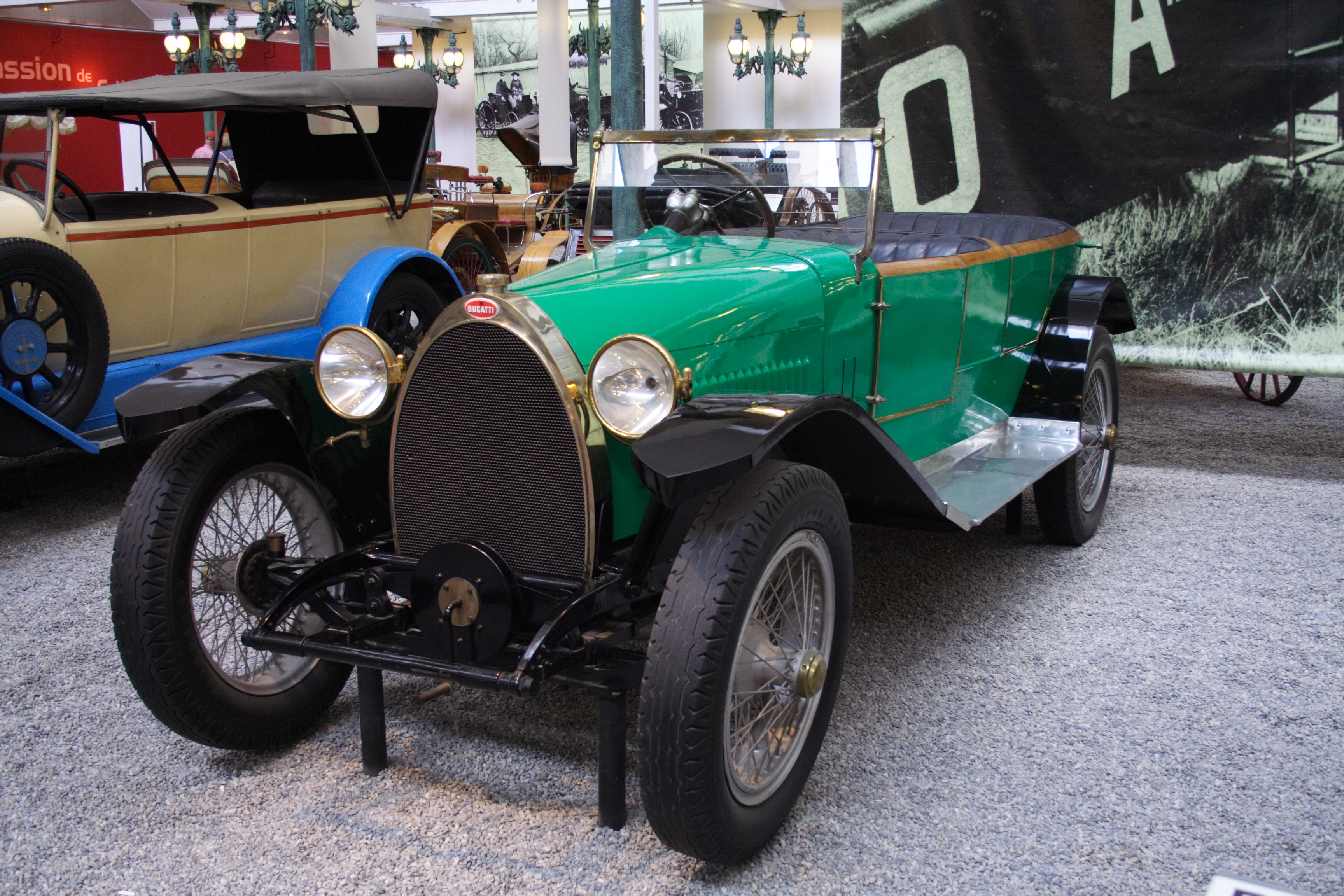
Type 28 (verte) avant restauration de 2011
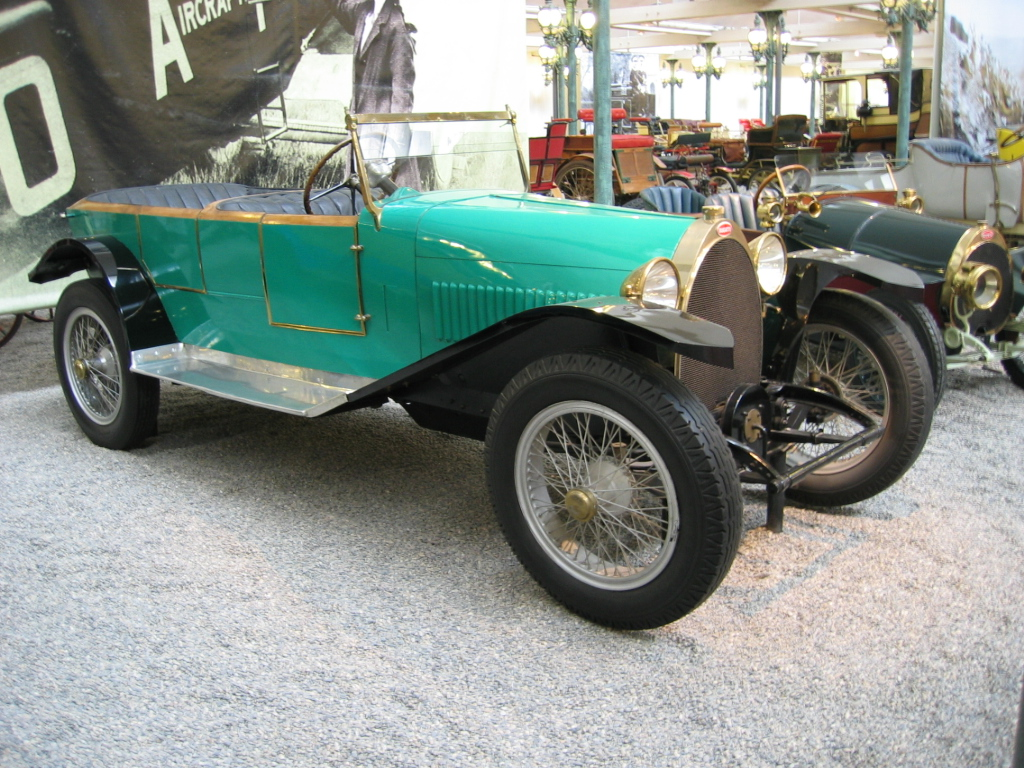

Il crée également son moteur d'avion militaire King-Bugatti U-16 pour l'armée de l'air française, durant la Première Guerre mondiale, à base entre autres d'accouplages de 2 x 8 cylindres en ligne en U...

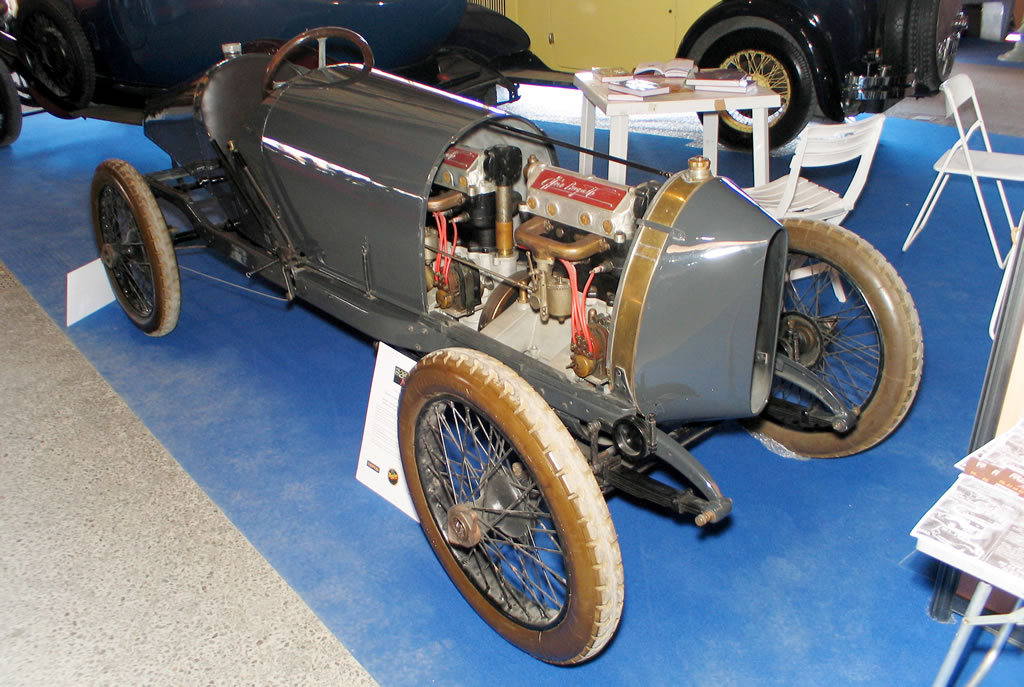
Bugatti Type 14 (1912)
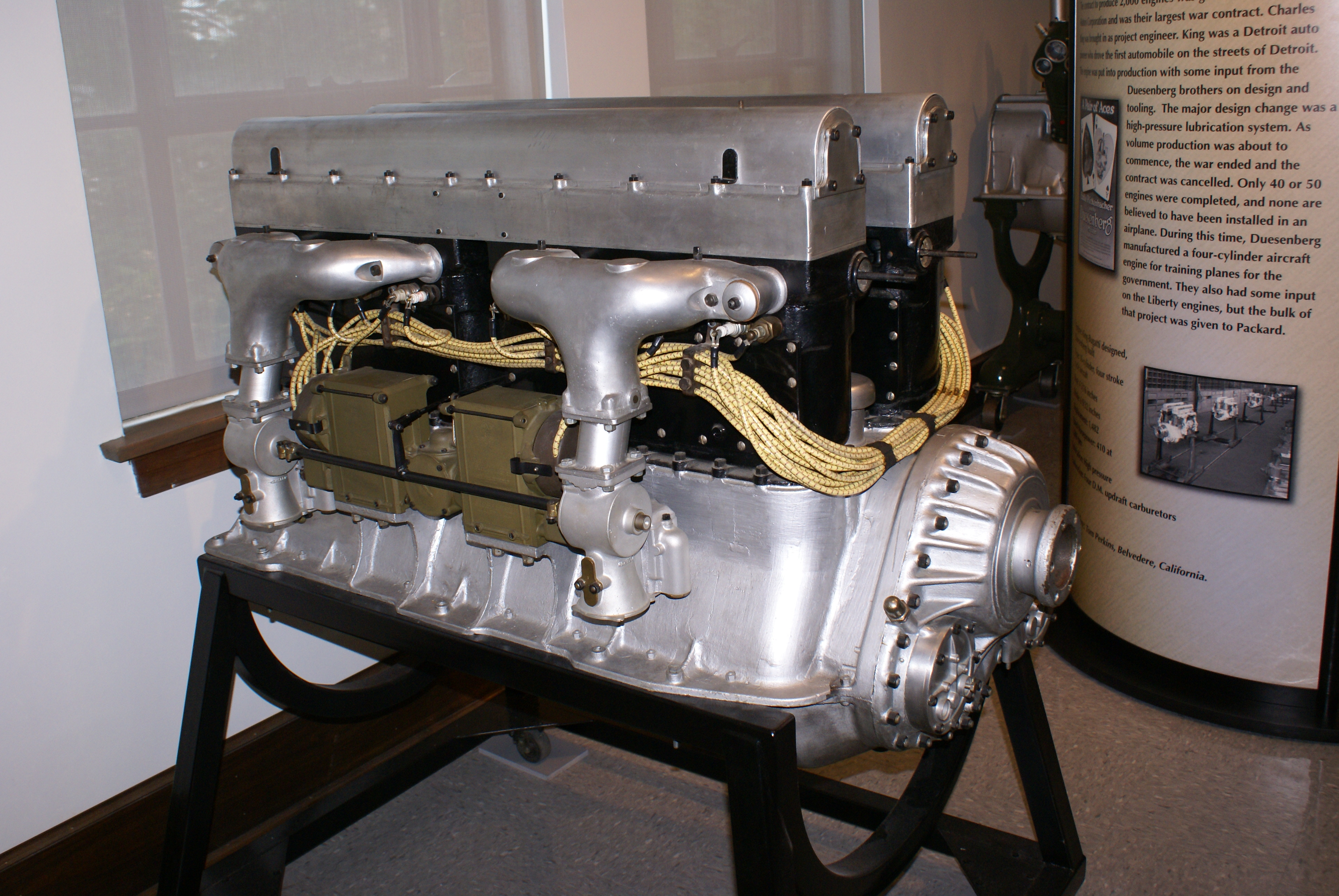
Moteur d'avion King-Bugatti U-16 (1916)
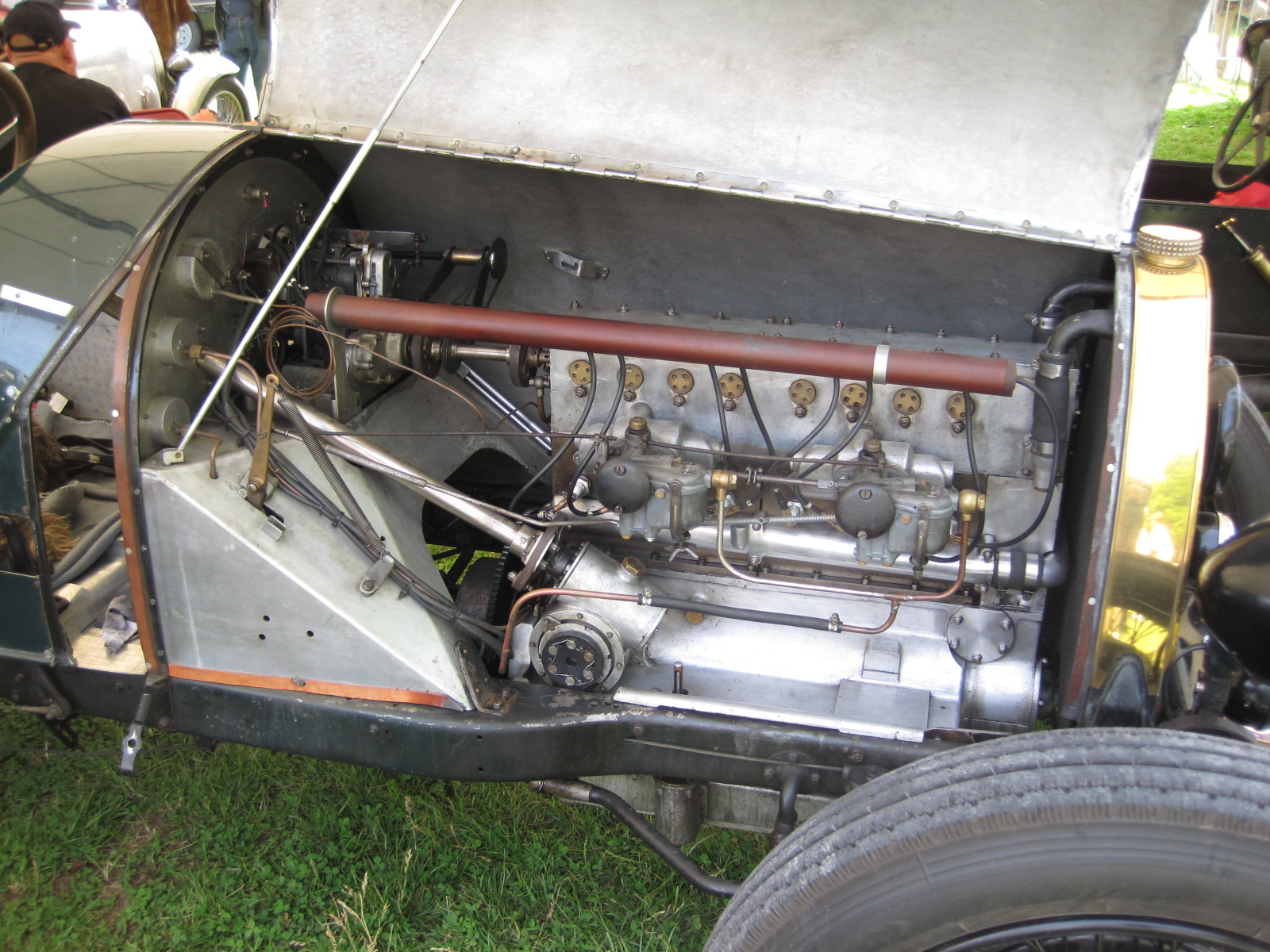
8 cylindres en ligne ACT Bugatti

Ce premier moteur monobloc (en) 8 cylindres en ligne ACT de 3 L de cylindrée, 24 soupapes à double carburateurs, de 80 ch, pour environ 130 km/h de vitesse de pointe, motorise ce prototype Bugatti Type 28,, puis ses séries suivantes Type 30 (1922), Type 32 (1923), Type 35 (1924), Type 41 Royale (1926), Type 45 (à moteur U-16, 1928), Type 46 (1929), autorail Bugatti (1933)...
Jean Bugatti (fils héritier d'Ettore Bugatti) fait évoluer ce moteur 8 cylindres (chef-d'œuvre emblématique de son père) avec une version 8 cylindres à double arbre à cames en tête des années 1930 de Bugatti Type 50, 51, 53, 54, 55, 57, 59, 64...

## Musée
Ce modèle unique est classée monument historique depuis 1978 avec 430 voitures de la collection Schlumpf de la cité de l'automobile de Mulhouse. Le modèle vert d'origine est entièrement restauré en 2011 par les ateliers du musée, avec une nouvelle couleur nacre.